# Autovía A-78
La A-78 o Autovía Elche - Crevillente es una autovía que une la ciudad de Elche con el municipio de Crevillente. Comparte trazado con la carretera N-340.
A pesar de que conserva varios parámetros constructivos de autovía, en realidad es una carretera desdoblada con rotondas y velocidad limitada a 80 km/h, más semejante a una vía parque que a una autovía.

## Nomenclatura
El nombre de A-78 significa: A es el código que recibe al ser una autovía del Ministerio de Fomento y el 78 según el orden de nomenclaturas del ministerio de Fomento. Esta nomenclatura desaparece en noviembre de 2013 quedando solo como N-340.